# Theodor Ebert (Hebraist)

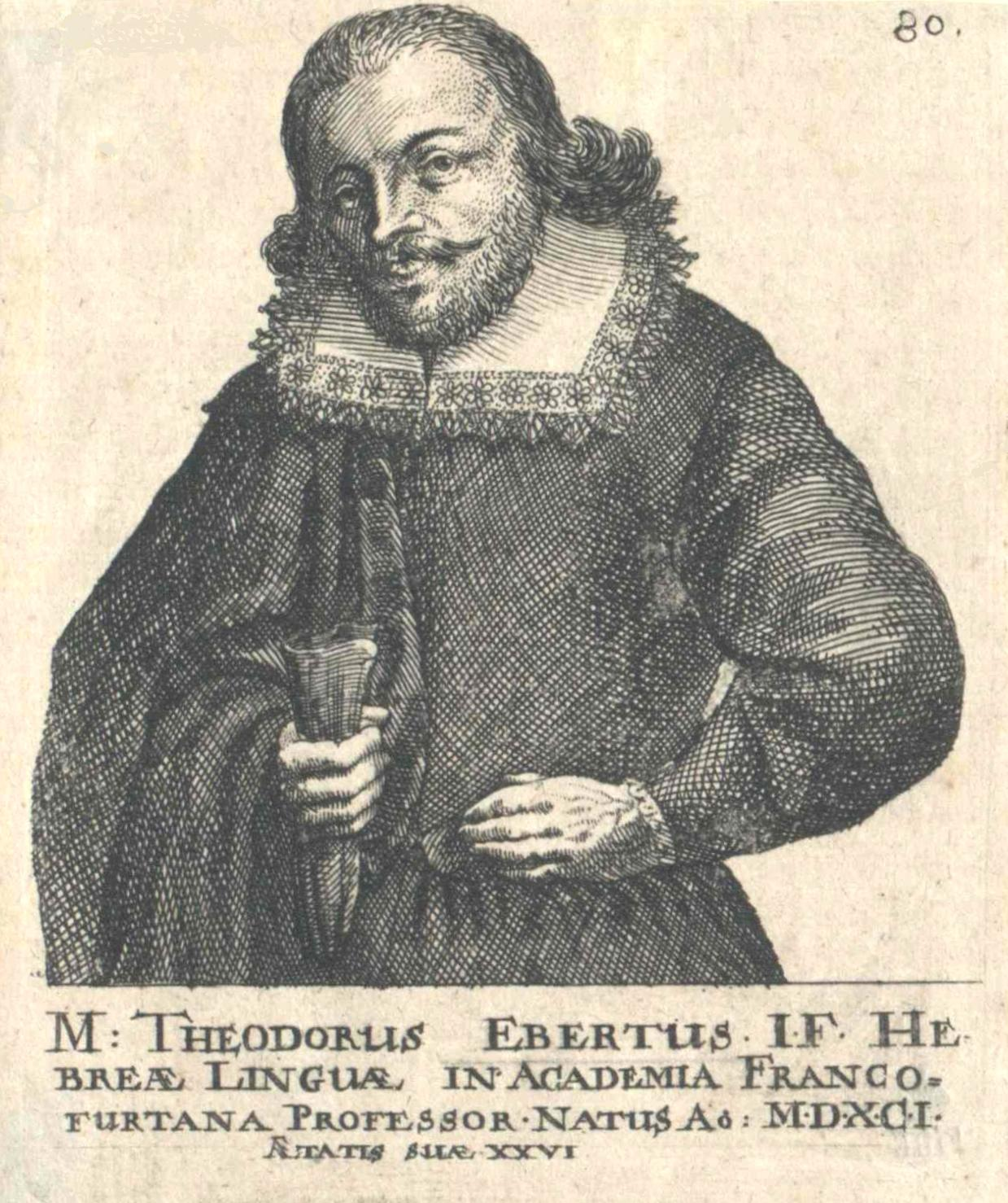
Theodorus Ebertus im Alter von 26 Jahren

Theodor Ebert (* 1589 in Frankfurt (Oder); † 3. Oktober 1630 ebenda) war ein deutscher Hebraist.

## Leben
Theodor Ebert war ein Sohn des Frankfurter Theologen Jakob Ebert. Er wurde ein bedeutender Hebraist und versuchte sich selbst in hebräischen Poesien, die er in mehreren Ausgaben herausgab. 1619/1620 stellte er unter dem Titel Manuductionis ad discursum artium et disciplinarum methodicum secriones sedecim eine Art System der Wissenschaften auf. Er war Professor des Hebräischen an der Alma Mater Viadrina. Von 1618 bis 1627 war er dort Rektor. 

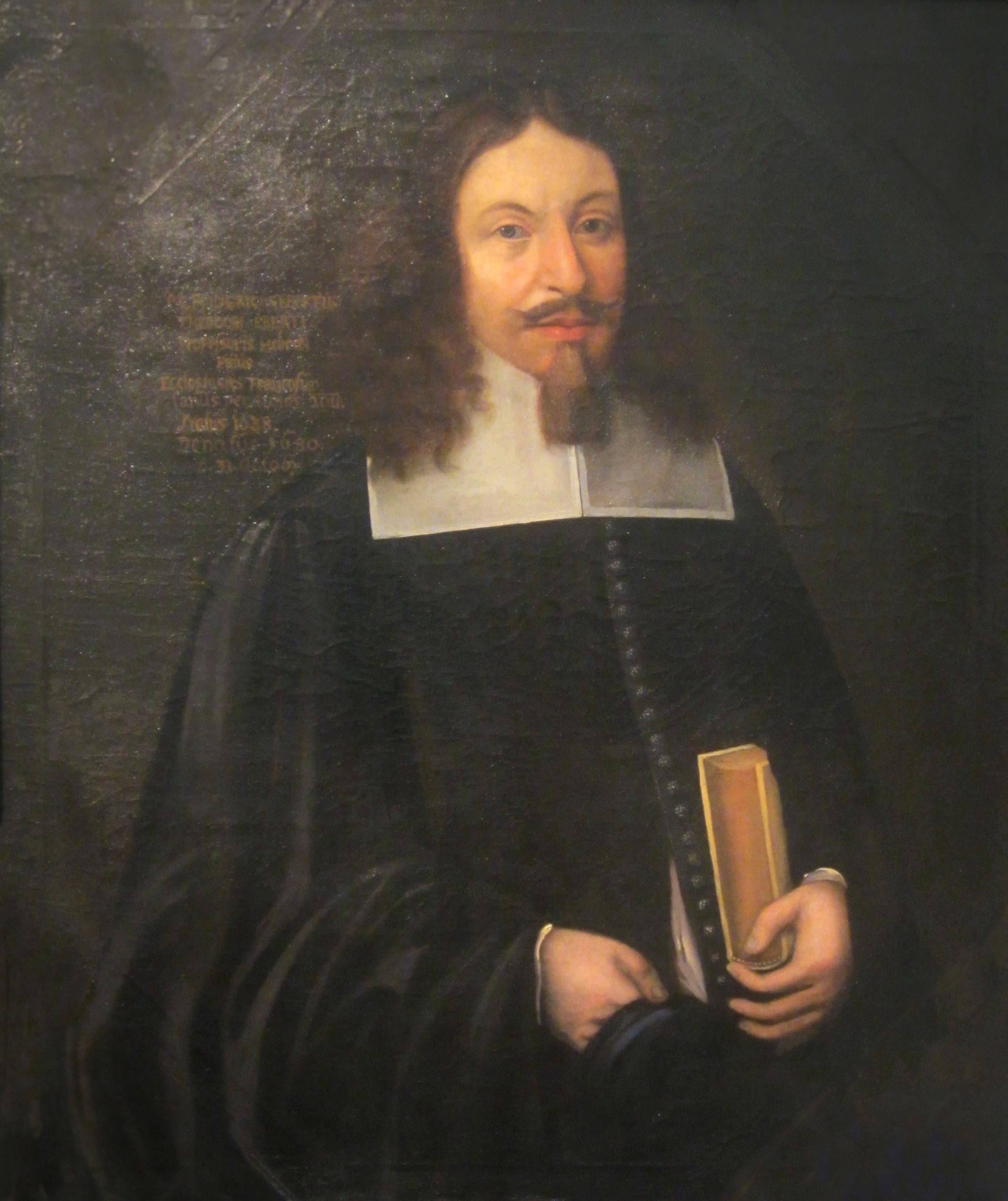
Eberts Sohn, der Pfarrer Friedrich Ebert (1628–1680)

Sein Sohn Friedrich (1628–1680) wurde 1660 Pfarrer an St. Gertraud in Frankfurt (Oder). Sein älterer Bruder Theophil († 1641) war Archidiakon in Frankfurt.

## Schriften
- Juvenilia philosophica. Frankfurt (Oder) 1616.
- Poetica Hebraica. Leipzig 1628.
- Elogia Jurisconsultorum et politicorum centum illustrium, qui Sanctam Hebaeam Linguam aliasque ejus propagines orientalis propagarunt, auxerunt, promoverunt. Leipzig 1628.